# Canal dels Faraons

Traçat del Canal dels Faraons durant el.

El Canal dels Faraons fou una via de transport utilitzada a l'antic Egipte que unia el Mar Mediterrani amb el Mar Roig. El canal es va construir i utilitzar en diverses èpoques i va arribar a connectar els cursos fluvials del Delta del Nil amb els Llacs Amargs i des d'allà en sentit sud fins al Mar Roig. Se'l considera un precursor del Canal de Suez.

## Història
Iniciat per ordre del faraó Necó II a inicis del segle vi aC, seria completat pel seu successor Darios I el Gran o bé ja en temps de la dinastia ptolemaica, segons les fonts. Durant l'època post-faraònica va seguir estant operatiu en diversos períodes però de forma inconstant degut a la falta de manteniment. Durant el regnat de Trajà es va donar l'ordre de reobrir-lo i de nou després de la conquesta àrab en temps de Úmar ibn al-Khattab. Al segle viii Al-Mansur va ordenar tancar-lo definitivament per motius militars.